# Inujasa (szereplő)
Inujasa (犬夜叉; Hepburn: Inuyasha) kitalált szereplő Takahasi Rumiko InuYasha című manga- és animesorozatában.